# Prasophyllum crebriflorum
Prasophyllum crebriflorum är en orkidéart som beskrevs av David Lloyd Jones. Prasophyllum crebriflorum ingår i släktet Prasophyllum och familjen orkidéer.
Artens utbredningsområde är Tasmanien. Inga underarter finns listade i Catalogue of Life.